# Hàm Ninh, Hồ Bắc
Hàm Ninh (tiếng Trung: 咸宁市, bính âm: Xiánníng Shì, âm Hán-Việt: Hàm Ninh thị) là một địa cấp thị tại tỉnh Hồ Bắc, Trung Quốc. Diện tích 9.861 km² trong đó có 56% là rừng, dân số hơn 2.772.000 người chủ yếu là người Hán.

## Phân chia hành chính
- Quận:
  - Hàm An (Hàm Ôn)
- Huyện:
  - Thông Sơn
  - Sùng Dương
  - Thông Thành
  - Gia Ngư
- Thành phố cấp huyện:
  - Xích Bích.

## Địa lý, khí hậu
Hàm Ninh nằm ở đông nam tỉnh Hồ Bắc, phía nam Vũ Hán và Ngạc Châu, giữa bờ nam sông Dương Tử ở phía bắc và dãy núi Mạc Phụ ở phía nam. Nó có ranh giới với Giang Tây ở phía đông nam và Hồ Nam ở phía tây nam, Kinh Châu ở phía tây bắc, Hoàng Thạch ở phía đông bắc và Hoàng Cương ở phía đông. Nó được gọi là cổng vào phía nam (nam đại môn) của tỉnh Hồ Bắc. Địa cấp thị Hàm Ninh là một khu vực đồi núi (đặc biệt ở phần phía nam), với một ít đồng bằng (chủ yếu ở phía bắc) và hồ.
Khí hậu của Hàm Ninh mang đặc trưng ôn đới/lục địa. Nhiệt độ trung bình năm là 17 °C và lượng giáng thủy đạt 1.400 mm.